# Grounichta
Grounichta (en macédonien Груништа) est un village du sud de la Macédoine du Nord, situé dans la municipalité de Novatsi. Le village comptait 3 habitants en 2002.

## Démographie
Lors du recensement de 2002, le village comptait :
- Macédoniens : 3